# Melichar Grodecký
Svatý Melichar Grodecký (1584 Těšín – 7. září 1619 Košice) je mučedník a patron ostravsko-opavské diecéze.
Podobně jako jiný ostravsko-opavský patron, sv. Jan Sarkander, studoval na jezuitské koleji ve Štýrském Hradci a vstoupil do jezuitského řádu. Jako mladý kněz přišel se svými společníky Markem Križinem a Štěpánem Pongrácem do tehdy protestantských Košic. Při obléhání města vojsky vévody Gabriela Betlena, kterým velel Jiří Rákóczy, byli vydáni košickou městskou radou výměnou za slib, že vojska nebudou plenit Košice. Z počátku s nimi jejich věznitelé zacházeli slušně, ale posléze se snažili je přimět k odpadu od katolické církve. Když se jim to nepodařilo, umučili je k smrti.
Blahořečen byl papežem sv. Piem X. v roce 1905. Svatořečen byl papežem sv. Janem Pavlem II. v roce 1995 v Košicích spolu se sv. Markem Križinem a sv. Štěpánem Pongrácem.